# DAF A-серия
DAF A-серия — серия грузовиков компании DAF, выпускавшаяся с 1949 года до начала 1970-х. Считается главной серией, закрепившей имя DAF на рынке. Стала первой серией DAF с двигателем, разработанным полностью компанией.

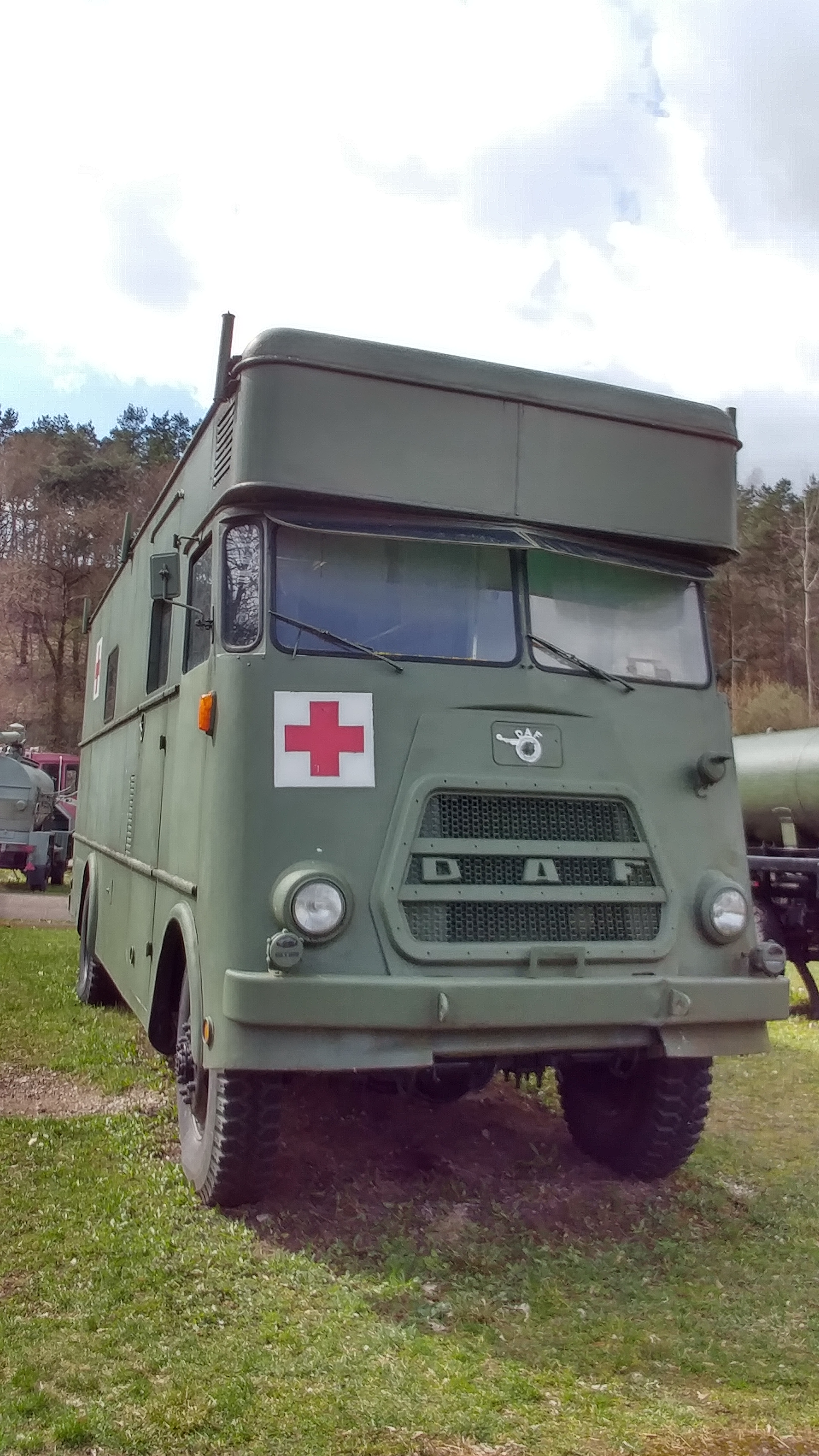
DAF 1600 BB мобильный хирургический кабинет, Вильнюс, 2017. (Вид спереди)

## Историческая справка

### Предыстория
Разработка первого грузовика DAF началась в 1940 году, однако из-за войны их полное производство не могло быть налажено. Тем не менее, по некоторым данным, в 1943 году DAF показал прототип 10-тонного грузовика, получившего обозначение DT-10, который считается первым собственным грузовиком компании. Грузовик получил вынесенную вперед скруглённую кабину с 4-секционным лобовым стеклом, что напрямую повторяет стилистику всей А-серии. В движение он приводился немецким дизельным двигателем воздушного охлаждения Deutz F4M517 мощностью 100 л. с., который вращал передние колеса. Грузовик был сделан в единственном экземпляре, и какое-то время работал на фабрике Metaal Compagnie Brabant. По некоторым данным в то же время велась разработка 5-тонного DT-05, однако полностью официально он появился в качестве прототипа лишь в 1948 году. Отличительной чертой этой серии с самого начала стало сочетание низкой рамы, привода на передние колёса и 4-секционного лобового стекла.

### Первое и второе поколение: «7 steppers» и «6 steppers»
В 1949 году на рынок вышла первая серия грузовиков DAF с уменьшенной по сравнению с прототипами кабиной, которая ставилась над двигателем фирмы «Reset». Таким образом двигатель оказывался справа возле ног водителя, из-за чего доступ к нему мог быть обеспечен не выходя из кабины. Тем не менее до 1951 года кабина не была стандартным оснащением грузовика и должна была быть заказана у других компаний. Наиболее яркий отличительной чертой первых бескапотных DAF стало прозвище «7 steppers», которое он получил из-за 7 хромированных брусьев, декорировавших решётку радиатора. В то же время заказчик имел возможность заказать кабину и мотор через другие фирмы, заказав лишь шасси.
Через 4 года DAF представил семейство из 4 базовых машин (применялись в строительстве, коммерческих перевозках, службе пожаротушения, армии и обслуживании аэропортов). На выбор были представлены машины грузоподъёмностью 3-6 тонн с американскими бензиновыми и дизельными 4-/6-цилиндровыми двигателями «Hercules» объёмом 4,0-4,9 литов и мощностью от 83 до 109 л. с. Выбор был не случаен: военные резервы имели большое количество запчастей для этих моторов. Также, по специальному заказу в грузовик мог быть установлен британский двигатель фирмы «Perkins» мощностью в 70 или 83 л. с. Столь большой выбор моторов отразился и на названии моделей: A-50 и D-50, A-60 и D-60 и т. д.

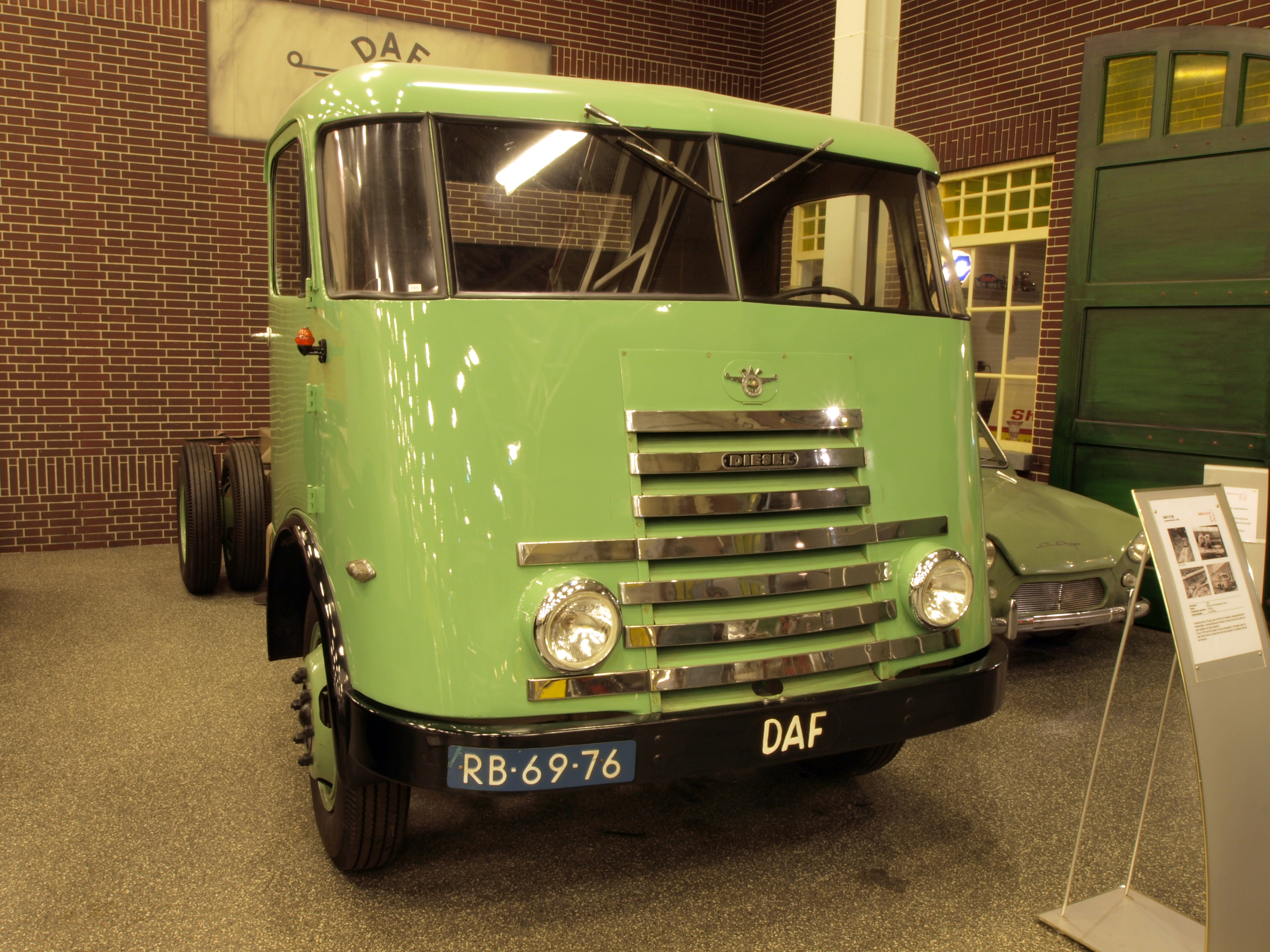
DAF D50 (1950)

Кроме того, машина имела и большой ассортимент колёсных баз: от 2650 до 4900 мм. К другим особенностям можно причислить высококачественную сталь, сварную конструкцию, 4-ступенчатую КПП и гидравлические тормоза.
Таким образом, главными сериями компании стали: 30, 40, 50 и 60.
Серия 30: Грузоподъёмность модели: 3-3.5 тонны.
- DAF A30 — колесная база 3400 мм, бензиновый двигатель мощностью 91 л. с.
- DAF D30 — колесная база 3400 мм, дизельный двигатель Perkins мощностью 74 л. с.

Серия 40: Грузоподъёмность модели: 4 тонны.
- DAF K40 — колесная база 2650 мм, бензиновый двигатель мощностью 91 л. с.
- DAF T40 — колесная база 2650 мм, дизельный двигатель мощностью 70 л. с.
- DAF A41 — колесная база 3600 мм, бензиновый двигатель мощностью 91 л. с.
- DAF D41 — колесная база 3600 мм, дизельный двигатель мощностью 70 л. с.

Серия 50: Грузоподъёмность модели: 5 тонн.
- DAF K50 — колесная база 2650 мм, бензиновый двигатель мощностью 102 л. с.
- DAF T50 — колесная база 2650 мм, дизельный двигатель Perkins мощностью 83 л. с.
- DAF P50 — колесная база 3200 мм, бензиновый двигатель мощностью 102 л. с.
- DAF R50 — колесная база 3200 мм, дизельный двигатель Perkins мощностью 83 л. с.
- DAF A50 — колесная база 3900 мм, бензиновый двигатель мощностью 102 л. с.
- DAF D50 — колесная база 3900 мм, дизельный двигатель Perkins мощностью 83 л. с.
- DAF V50 — колесная база 4600 мм, бензиновый двигатель мощностью 102 л. с.
- DAF VD50 — колесная база 4600 мм, дизельный двигатель Perkins мощностью 83 л. с.

Серия 60: Грузоподъёмность модели: 6 тонн.
- DAF T60 — колесная база 2650 мм, дизельный двигатель Hercules мощностью 99 л. с.
- DAF P60 — колесная база 3200 мм, бензиновый двигатель мощностью 102 л. с.
- DAF R60 — колесная база 3200 мм, дизельный двигатель Hercules мощностью 99 л. с.
- DAF R60P — колесная база 3200 мм, дизельный двигатель Perkins мощностью 83 л. с.
- DAF A60 — колесная база 3900 мм, бензиновый двигатель мощностью 102 л. с.
- DAF D60 — колесная база 3900 мм, дизельный двигатель Hercules мощностью 99 л. с.
- DAF D60P — колесная база 3900 мм, дизельный двигатель Perkins мощностью 83 л. с.
- DAF V60-1 — колесная база 4600 мм, бензиновый двигатель мощностью 102 л. с.
- DAF VD60-1 — колесная база 4600 мм, дизельный двигатель Hercules мощностью 99 л. с.
- DAF VD60P-1 — колесная база 4600 мм, дизельный двигатель Perkins мощностью 83 л. с.

В 1950 году, линейку из 4 основных машин компании пополнил однотонный фургон F-10 с 2,2-литровым двигателем «Hercules» мощностью 46 л. с., 3-ступенчатой КПП и колёсной базой в 2400 мм. Также компания начала производство пикапов DAF A107 и A117, 3 декоративных хромированных бруса на решётке радиатора которых сильно роднили их с серией «7 stripes» (тем не менее несмотря на внешнюю схожесть с Ford F1 1950 года, голландский вариант выпускался лишь ограниченными партиями.)
Через 5 лет после запуска A-серия сыскала славу по всей Голландии: выпуск автомобилей возрос со 150 машин за 1949 до 3100 в 1954. Рост продаж повлёк за собой и увеличение производственных площадей. В результате компания начала производство автобусных шасси и в 1955 году образовала второе поколение, введя серии 1100, 1300 и 1500 грузоподъёмностью 5, 6 и 7 тонн, прозванные также «6 steppers» (хромовых брусьев стало 6). Все новые машины комплектовались британскими двигателями «Leyland» мощностью 105 л. с. и рабочим объёмом 5750 куб. см. Однако из-за постоянных перебоев в поставках двигателей компании требовался собственный силовой агрегат, из-за чего в Эйндховене был построен моторный корпус, где по лицензии производились британские двигатели «0.350» (переименованные в DD 575) мощностью в 120 л. с. и установленные в сделанные под них новые 1600 и 1800 полной массой 12-14 т. Уже в следующем году компания приступила к разработке полностью своего двигателя и в сентябре презентовала силовой агрегат DD575 (рабочий объём 5,75 л). Несмотря на то что новинка явно базировалась на купленном годом ранее «Leyland 0.350», её мощность была теперь мощнее и составляла 120 л. с. Кроме того, производство автобусов и грузовиков наконец-то могло возрасти без опасений о перебоях в поставках моторов.

### Капотные братья: подсерии «Torpedo» и DO

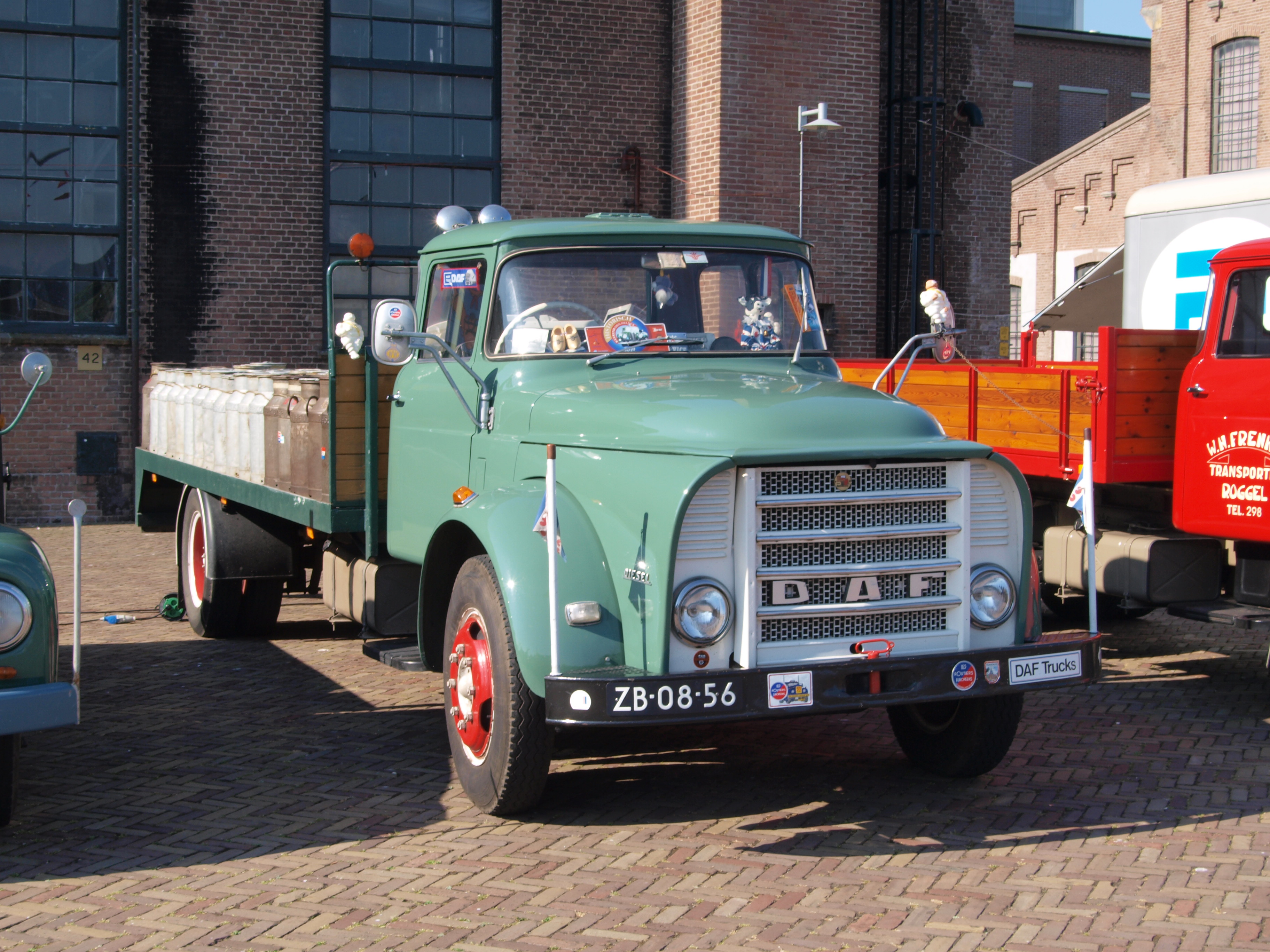
DAF A16 «Torpedo» (1964)

В 1957 году компания вывела на рынок свои первые капотные шасси. Причины, по которым компания, выпускавшая бескапотные версии 8 лет, неожиданно решила делать капотные грузовики, до сих пор неизвестны, однако одна из теорий говорит о возможной консервативности рынка. Тем не менее серия получила неофициальное название Torpedo и хорошо зарекомендовала себя на рынке, продолжив существование вплоть до 1970-х. В 1958 году грузовики начали получать кабины, сделанные на самом DAF, что положительно сказалось на известности компании. Модельный ряд включал шасси с колесной формулой 4 × 2 серий 13 и 16, подходившие для установки бортовых платформ и самосвальных кузовов. Модели имели много заимствований и деталей, совместимых с бескапотными версиями. Основным двигателем стали лицензионный 105-сильный Leyland 0.350 или DD575 собственной конструкции. В качестве опций предлагались двигатель «Hercules» мощностью 155 л. с. и «Perkins» P6. В 1959 году модельный ряд пополнился 24-тонным седельным тягачом T18, который оснастили 5,75-литровым турбодизелем DS575 мощностью 165 л. с. Разработка этого двигателя стала очень важным момент в истории компании DAF, так как она стала первым в мире производителем, устанавливающим двигатели с турбонагнетателями в стандарте (для серии третьего поколения бескапотных версий данный двигатель был лишь опцией). Большое количество этих грузовиков было отправлено на экспорт в Иран. В 1965 году DAF представил последнюю модель для гаммы Torpedo — шасси 4 × 2 A18.

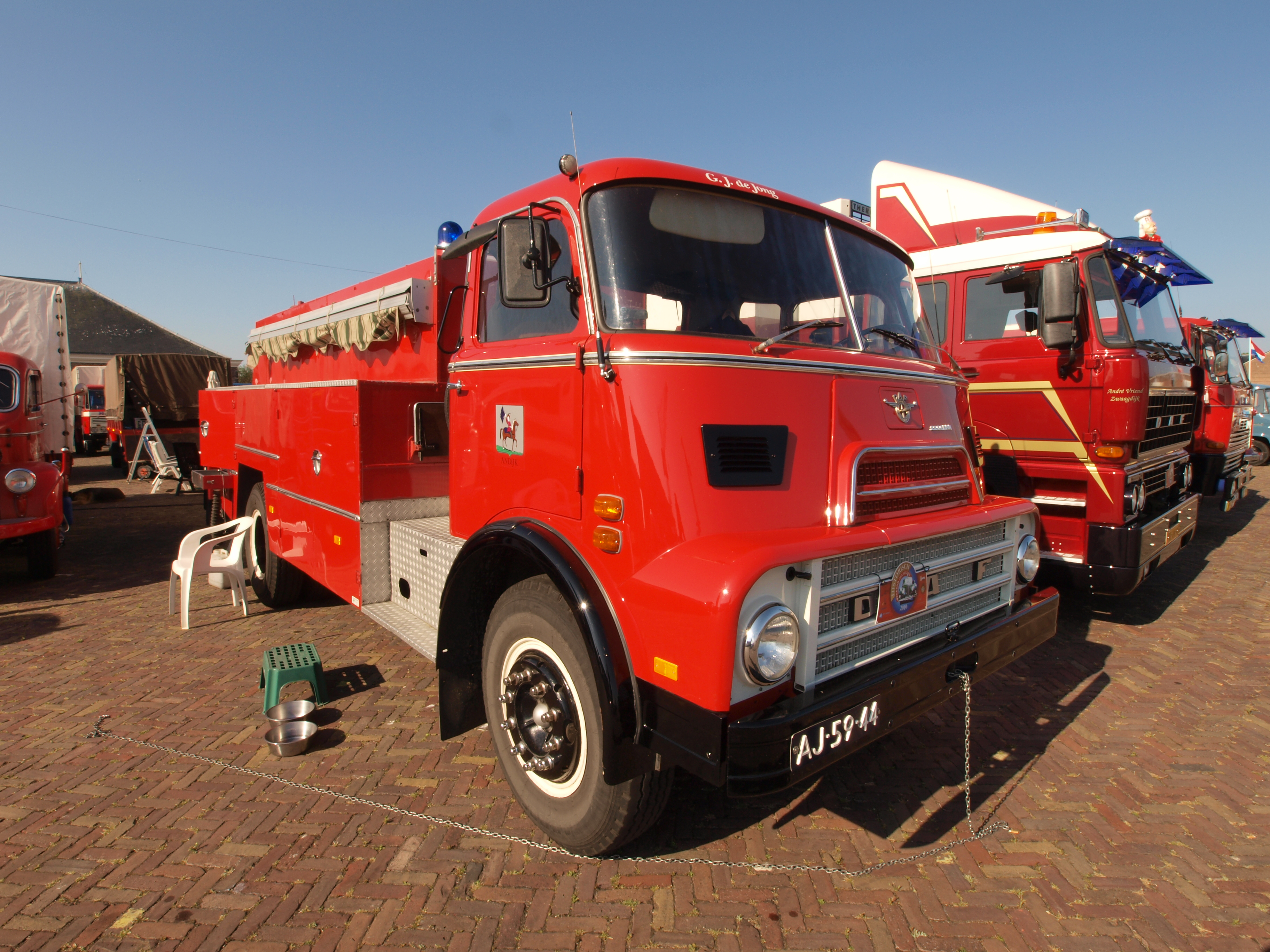
DAF A2200 DO

В том же 1957 году DAF представил новую капотную модель A2000 DO. Целью создания модели послужила растущая потребность рынка в международных перевозках. Изначально модель оснащалась 11,1-литровым двигателем Leyland 0.680 (165 л. с.), а затем DP 680 (220 л. с.). DAF 2000 DO получил 10-тонную заднюю тележку, рассчитанную на полную массу грузовика до 35 тонн. Именно это считалось максимумом для практически всех европейских стран, кроме Голландии.
Кабина для новой серии представляла собой модернизацию кабины моделей 1300, 1600, T1800 и 1900, отличаясь увеличенной решеткой радиатора для обеспечения охлаждения более мощного двигателя. Несмотря на отличную конструкцию, некоторые изменения в европейском законодательстве по грузоперевозкам ограничили успех модели 2000 DO.
В 1961 году добавили версию со спальной кабиной, а также шасси AS с колесной формулой 6 × 2. Ещё раз модельный ряд расширили в 1963 году с помощью модели 2300 DO. Обе модели оснащались одинаковыми кабинами и двигателями Leyland 0.680, но отличались грузоподъёмностью осей. Полная масса 2300 DO доходила до 35 тонн. В 1964 году на смену 2000 DO / 2300 DO пришло модернизированное семейство.
В 1965 году DAF представил обновлённое семейство 2000 DO / 2300 DO, которое теперь также включало тяжелый седельный тягач 2400 DP. Новые модели по-прежнему были унифицированы между собой. От дорестайлинговых их можно было отличить по изменённой верхней части решетки радиатора. Основная решетка получила два горизонтальных бруса вместо трёх и литеры D-A-F. Грузовики оснащались 6-цилиндровыми двигателями DAF-Leyland O.680 (модель DO) и P.680 (модель DP) рабочим объёмом 11,1 л и мощностью 180 и 230 л. с. Гамма включала в себя версии с колесными формулами 4 × 2, 6 × 2, 6 × 4 и 4 × 4.
Тем не менее ни одна из капотных серий не была замечена в армии Нидерландов.

### Третье поколение: Шестиугольник

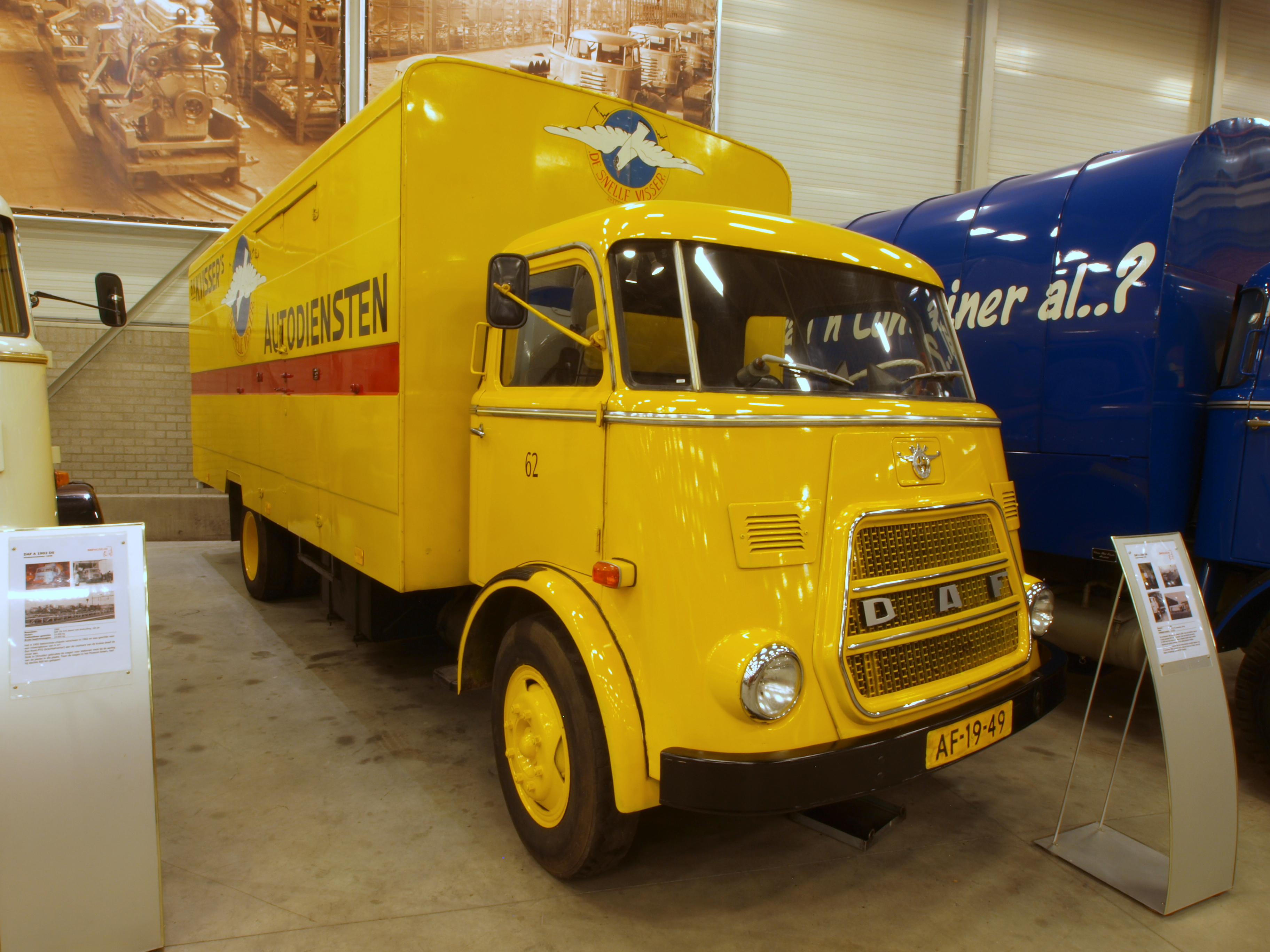
DAF A1300 DA

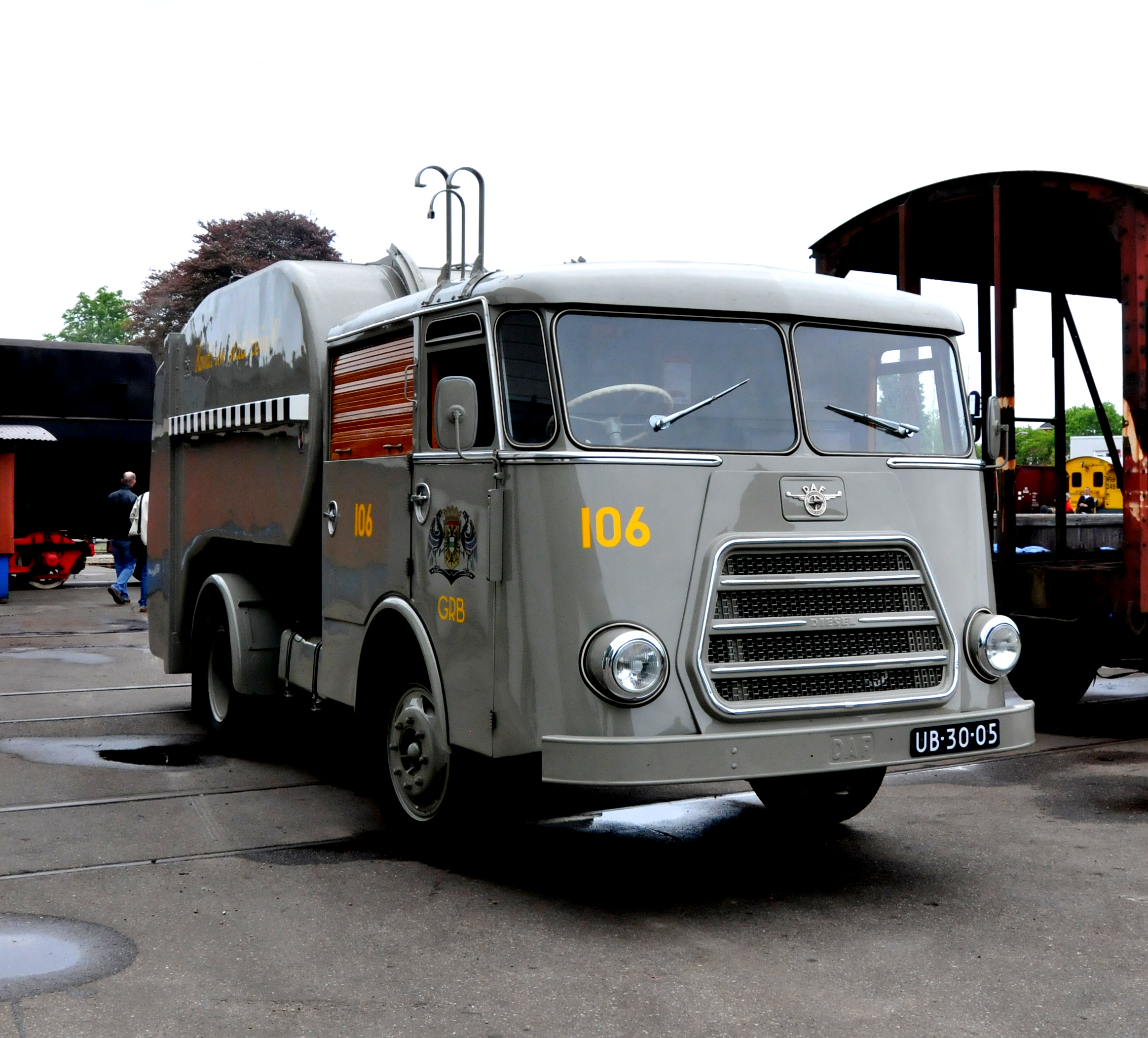
DAF G1300 с доп. местом для особо крупного мусора (1964)

В 1959 году модельный ряд подвергся изменениям. На смену «6 stripes» пришло новое поколение, имевшее шестиугольную решётку радиатора (тем не менее доступ в двигатель по прежнему осуществлялся изнутри кабины) и новшества в техническом плане, прослужив компании более 10 лет. Так, 575-й двигатель получил обновлённые версии, включая версию с турбонаддувом DS575 мощностью 165 л. с. (модель 1800). В том же году новая серия 1600 пришла на смену 1500. Новая линейка 1600 также включила в себя полноприводный V-1600 с увеличенным дорожным просветом и накладками, закрывавшими колёсные арки и служившими в качестве ступенек.
В 1963 году, DAF представил первую модель с колесной формулой 6х4, которая была доступна в виде шасси (AT 1900) и в виде шасси для бетоносмесителя (AT 1902).
В 1965 году DAF представил первое 3-осное полноприводное шасси AZ 1900 для установки самосвальных кузовов. Такие самосвалы получили заглушку передних арок с установленной ступенькой, как на грузовиках модели V1600, а фары переехали на передний стальной бампер.

### Конец А-серии: «мать международных перевозок»

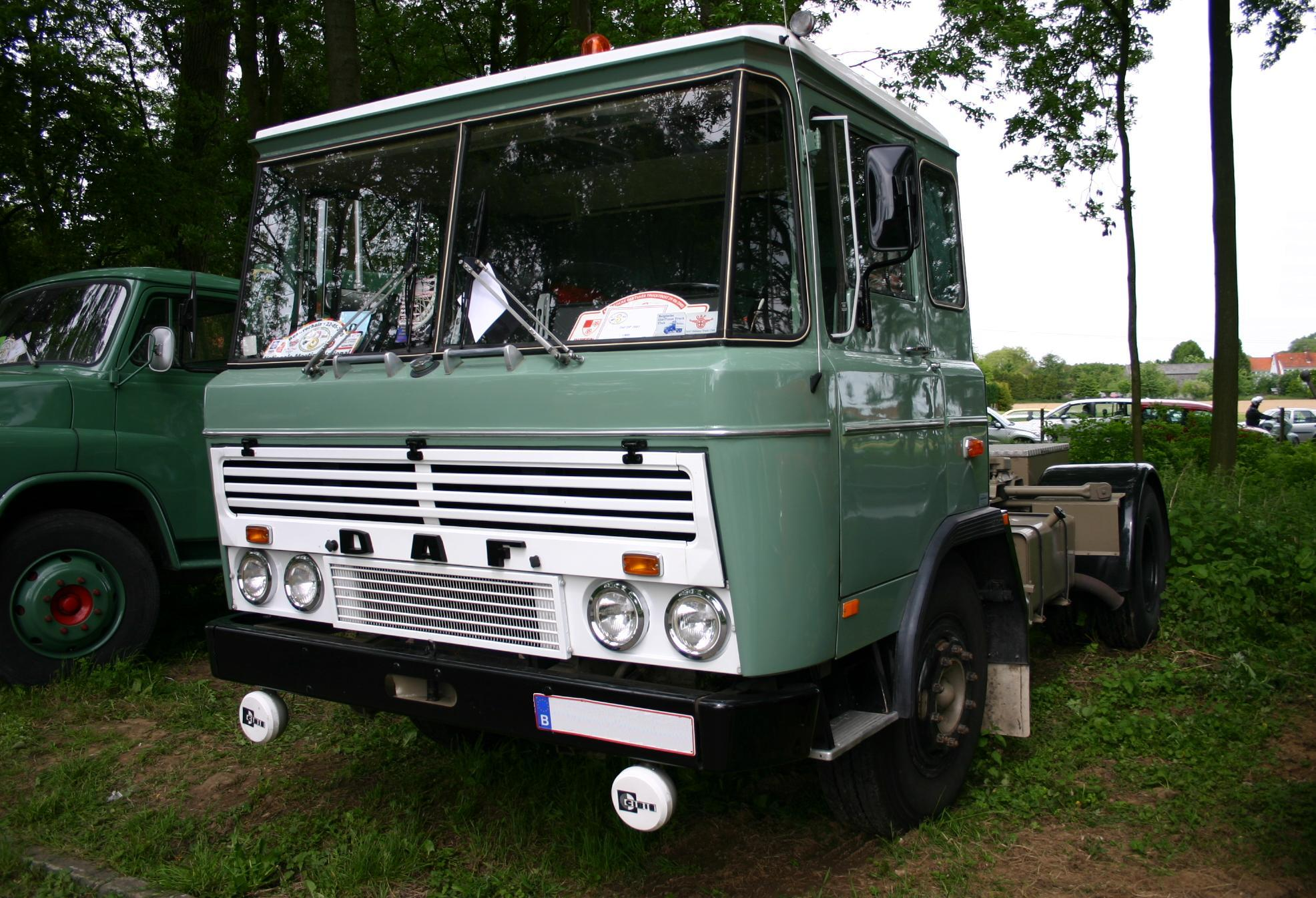
DAF A2600 с радикально новой кабиной

В 1962 году DAF представил А2600-модель изменившую тогдашний рынок, прозванную «мать международных перевозок», и подарившую DAF мировую славу. Одним из главных достоинств машины стала новая компактная конструкция с революционным дизайном кабины и увеличенной возможной длиной грузовой платформы.
Так, дизайнеру W van den Brink удалось создать кабину со спальным отсеком, длина которой не превышает 1,8 метра и установить новые стандарты в комфортабельности. Кроме того, A2600 считались наиболее совершенными и безопасными, при этом удачно вписавшись в моду тех лет, из-за чего многие автопроизводители поспешили скопировать те или иные решения с флагманской модели DAF. Изначально 2600 (полной массой 16-19 тонн) оснащался дизельным двигателем Leyland DP680 (унаследованным от Torpedo) мощностью 220 л. с. Год спустя, в 1963 компания выпустила унифицированную серию автомобилей А2300 полной массой 15,4 тонн с такой же кабиной, но с двигателем DO 680 в 180 л. с. Эти автомобили получили новую сварную раму, рессорную подвеску с передними телескопическими гидравлическими амортизаторами двойного действия, двухконтурный пневматический привод тормозов и усилитель рулевого управления, получая всё новые обновлённые моторы вплоть до конца производства. Особую роль в создании двигателей сыграло приобретение в 1968 году лицензии на производство рядного 6-цилиндрового дизельного двигателя «Leyland» 680, который лег в основу наиболее популярного двигателя DAF серии DK 1160. При этом его первоначальный литраж возрос с 11 100 до 11 627 куб. см., а мощность — со 165 до 230 л. с. Одновременно был разработан собственный 6-цилиндровый дизель DH 825 рабочим объёмом 8268 куб. см. и мощностью 156 л. с.
Новая флагманская модель стала бестселлером компании DAF и помогла достигнуть в 1964 году вехи в 50 000 выпущенных грузовых шасси. Тем не менее новая серия, выпущенная в начале 1970-х, изменила своё название с А на F, сохранив квадратный дизайн кабины до наших дней.

### Военная карьера
Военная служба грузовика началась сразу же с первого года его выпуска. В сентябре 1949 года DAF начал выпуск своего первого военного грузовика для голландской армии. Несмотря на то что грузовик полностью основывался на гражданской версии в него был включён ряд изменений: низкий бортовой кузов, наблюдательный люк в крыше, съёмные скамейки на 16 солдат. Позже компания смогла предложить военные варианты A40, A50, D50 и тягач K60. В 1953 к списку были добавлены полноприводные A414 и A424, оснащённые бензиновыми 6-цилиндровыми двигателями «Hercules» мощностью 91-102 л. с. или «Perkins» в 70-83 л. с.
Со временем DAF всё сильнее закреплял свои позиции в рядах техники Нидерландской армии, из-за чего в 1951 году компания представила армии прототип специальной военной полноприводной пожарной машины на базе DAF A50 с 6-цилиндровым двигателем Hercules JXC объёмом 4620 см3 и мощностью 102 л. с. Расчёт был дан на новый «Мобильный Корпус» KMC (Korps Mobiele Colonnes) армии целью которого было оказание поддержки гражданской организации «Защита населения» BB (Bescherming Bevolking). Тем не менее машина в серию не пошла, проиграв Magirus-Deutz S-3500. В то же время значительную часть транспорта организации BB составляли именно DAF’ы, которые в конце обозначались BB по названию организации.
С обновлением модельного ряда компании в 1959 году, армия снова проявила интерес к DAF и до 1963 года получала поставки шасси А-1600 с 4,8-литровым двигателем BB475 мощностью 155 л.с, ВВ575 мощностью 120 л. с. и DA475 мощностью 100 л. с. Для расширения спектра задач армия также получила машины с колёсными базами в 4060, 4250, 2680, 4900 мм. Так, часть версий была оснащена краном-манипулятором, а DAF-1100 с 6-цилиндровым двигателем DAF BA475 (135 л.с.) или DA475 (100 л. с.) использовался для перевозок общевойсковых грузов.

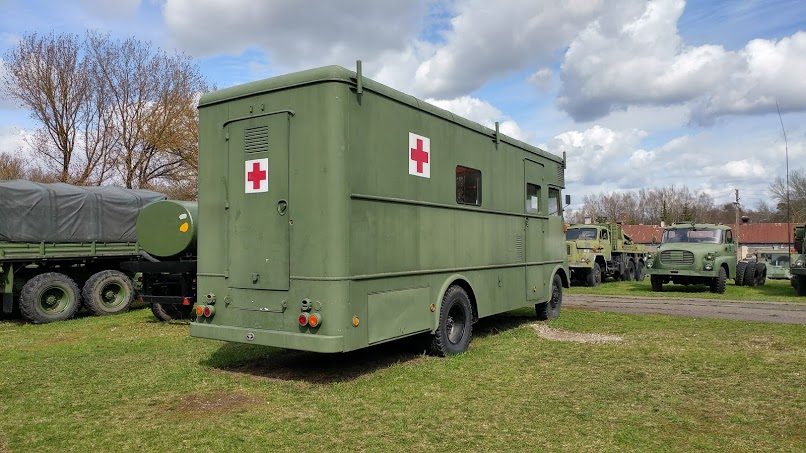
DAF 1600 BB мобильный хирургический кабинет, Вильнюс, 2017. (Вид сзади)

В роли полноприводного грузовика в армии Нидерландов надолго закрепилась 6,5-тонная модель V-1600, поставлявшаяся с 1959 аж до 1974 года. Так, грузовик был оснащён двигателем DAF BB475 (155 л. с.) или DAF DD575 (120 л. с.) с разными колёсными базами в 3580, 3900 и 4250 мм. Также существовала версия военного седельного тягача названного (T)V-1600. В качестве дополнения в ограниченных сериях армия получала 5-тонные двухосные и также полноприводные DAF V-1300 на которые сначала ставили модифицированные гражданские кабины от 6-steppers, оснащённые люком в правой части и 6-цилиндровым двигателем Hercules JXC (102 л. с.) или Perkins P6-80 (83 л. с.). Однако мощности этих грузовиков не хватало, поэтому в 1964 году Корпус морской пехоты получил партию обновлённых моделей («шестиугольников») с колёсной базой в 3900 мм. Кроме обновлённой кабины, в которой по-прежнему делали люк в крыше, машины имели более мощный и родной 6-цилиндровый двигатель DAF BA475 (135 л. с.).
В 1965 году армия Нидерландов получила 84 5-тонных бортовых грузовика DAF A-1300 DA360 с колесной базой 3600 мм и двигателем DA475 мощностью 100 л. с. В том же году DAF успешно вернулся к идее пожарной машины для армии и обеспечил 24 пожарных автомобиля DAF A-1300 DA406 с колесной базой 4060 мм и пожарным оборудованием компании Magirus. Также, в том же году армия получила два военных крана Austin Western M62 на шасси DAF AZ 1900 для AAFCE.
Одной из наиболее известных последних попыток A-серии вернутся в строй является разработка компании Terberg Techniek 1977 года, объединившая военный DAF V-1600 1964 года выпуска и полугусеничный White M3. Получившийся прототип был назван DAF V-1600 Half Track и оснащался 6-цилиндровым двигателем DD 575 (120 л. с.) объёмом 5750 см3. Базовуая грузовая платформа была заменена на кузов от Hanomag AL28. Главной целью полугусеничного грузовика должен был стать сбор упавших бомб на песчаных почвах, где даже полноприводные колесные грузовики с такой нагрузкой не могли бы проехать. Однако недостатков у модели оказалось также много Например, если обычный грузовик имел грузоподъёмность 6500 кг, то V-1600 Half Track - только 2500 кг. Как итог был выпущен лишь один прототип, так как Королевская армия Нидерландов отказалась от заказа.